# Saint-Pardoux-du-Breuil
Saint-Pardoux-du-Breuil (gaskognisch Sent Pardol deu Brolh) ist eine französische Gemeinde mit 618 Einwohnern (Stand 1. Januar 2022) im Département Lot-et-Garonne in der Region Nouvelle-Aquitaine (vor 2016 Aquitaine). Sie gehört zum Arrondissement Marmande und zum Kanton Marmande-2.

## Geografie
Die Gemeinde Saint-Pardoux-du-Breuil liegt an der Mündung des Trec in die Garonne, unmittelbar südöstlich der Stadt Marmande. Nachbargemeinden von Saint-Pardoux-du-Breuil sind Marmande im Nordwesten und Norden, Virazeil im Nordosten, Birac-sur-Trec im Osten, Longueville im Osten und Südosten, Taillebourg im Süden sowie Fourques-sur-Garonne im Südwesten und Westen.

## Bevölkerungsentwicklung
| Jahr                       | 1962 | 1968 | 1975 | 1982 | 1990 | 1999 | 2006 | 2013 | 2022 |
| Einwohner                  | 482  | 493  | 481  | 511  | 561  | 576  | 579  | 601  | 618  |
| Quellen: Cassini und INSEE |      |      |      |      |      |      |      |      |      |

## Sehenswürdigkeiten

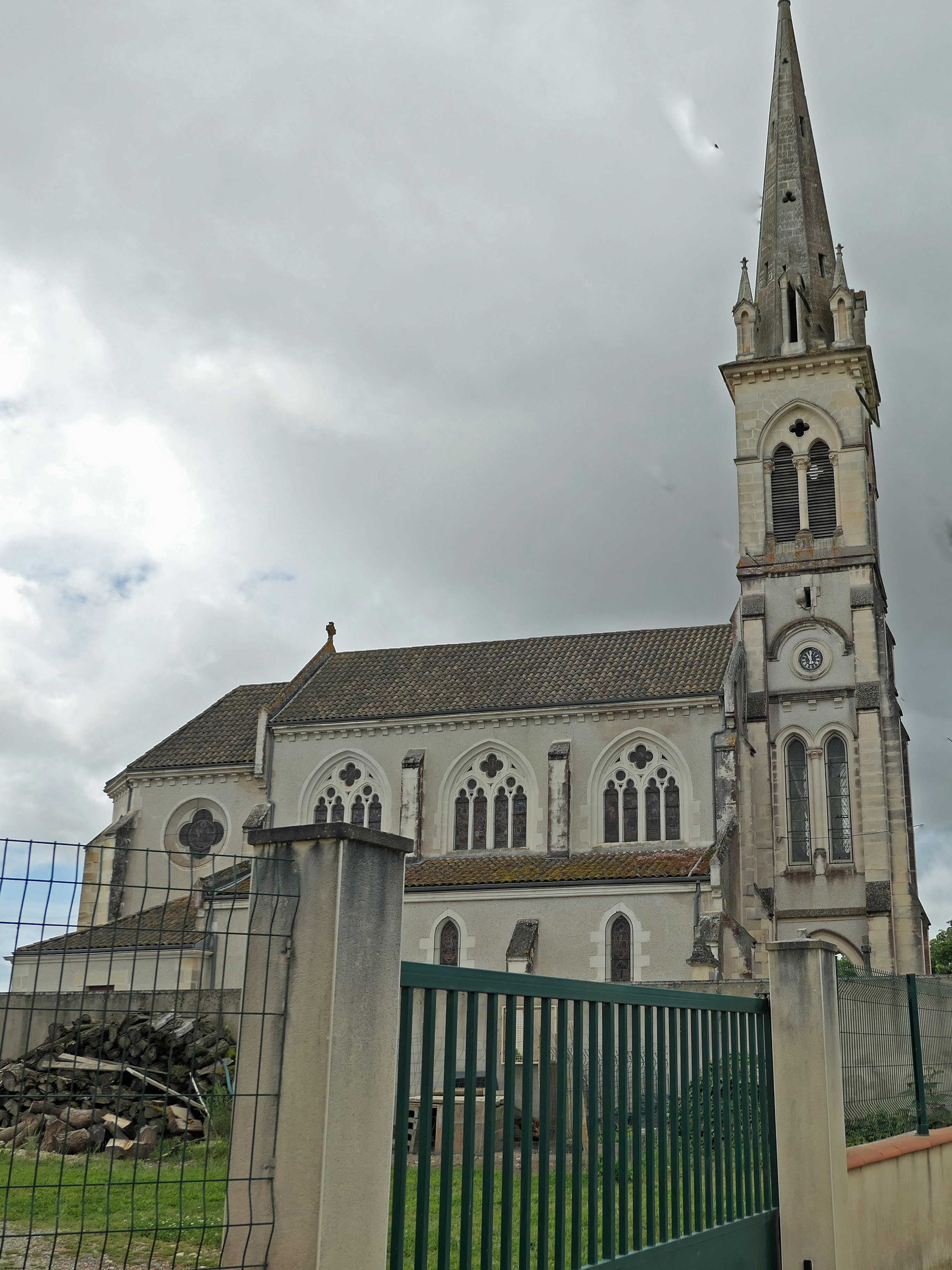
Kirche Saint-Pardoux
- Schloss Mon Repos

- Kirche Saint-Pardoux